# Xaquín Lorenzo
Xaquín Lorenzo Fernandez, més conegut com a Xocas (Ourense, 23 de juny de 1907 - 19 de juliol de 1989) fou un historiador i escriptor gallec.
Era fill de l'escriptor i caricaturista Xosé Lorenzo Álvarez. Va estudiar educació primària i batxillerat en la seva ciutat natal, on va tenir com mestre Ramón Otero Pedrayo. Va fer filosofia i lletres (especialitat d'història) a Santiago de Compostel·la i a Saragossa. Xocas, mentre exerceix la docència a Ourense, s'incorpora al Grup Nós amb Vicente Risco, Florentino López Cuevillas i Otero Pedrayo. Va ser un dels fundadors del Partido Nazonalista Republicán de Ourense. Va ser membre del Seminario de Estudos Galegos, de la Real Academia Galega i president del Patronat del Museo do Pobo Galego. Li va ser dedicat el Dia de les Lletres Gallegues el 2004. Les seves restes descansen al cementiri de San Francisco (Ourense).
La seva ciutat natal li va dedicar el carrer Rúa Xaquín Lorenzo Fernandez a la vora del parc de San Lázaro. A Lobeira al centre de recepció del Parc do Xurés s'organitzat una exposició permanent dedicat a la seva obra etnogràfica i antropològica.

## Obres destacades
- Etnografía. Cultura material (volum 11 de la Historia de Galicia dirigida per Otero Pedrayo.
- Vila de Calvos de Randí (1930, amb Florentino Cuevillas)
- Lápidas sepulcrales gallegas de arte popular
- La Capilla y el Santuario del Santísimo Cristo de la Catedral de Orense
- Nosa Señora do Viso
- La casa gallega
- Cerámicas castrexas pintadas
- Las habitaciones de los castros
- O pastoreo na serra de Leboeiro
- La capilla visigótica de Amiadoso
- Deidades marianas en el Ourense romano
- A casa
- Vellas artes de pesca no río Miño
- Distribucións dos xugos na Galiza
- Metamorfose dunha casa castrexa
- La iglesia prerrománica de Santa María de Mixós
- Cantigueiro popular da Limia Baixa
- Sobre algunos saludos en gallego